# Holland (Minnesota)
Holland – miejscowość w Stanach Zjednoczonych, w stanie Minnesota, w hrabstwie Pipestone.